# Het recht op terugkeer
 Het recht op terugkeer  is een toekomstroman van Leon de Winter uit 2008. Het boek beschrijft in een niet strikt chronologische volgorde de periode 2004 tot en met 2025 in de wereldgeschiedenis met het meeste accent op Israël. Het thema is plaats en zin van een Joodse staat.

## Verhaal
De proloog van het boek begint in april 2024 in Tel Aviv. Bram Mannheim en zijn partner Ikki Peisman runnen in hun vrije tijd een bureau dat vermiste Joodse kinderen opspoort. Bram is verder ook nog ambulancechauffeur en in de loop van het boek wordt duidelijk waarom hij verdwenen kinderen opspoort. Tijdens zijn hoogleraarschap aan de Princeton-universiteit is zijn vierjarige zoon Bennie 16 jaar eerder spoorloos verdwenen, terwijl hij een telefoongesprek voerde met een bekende Israëlische politicus, Jitzchak Balin. In een soort van voortdurende psychose zoekt Bram hem jarenlang in de Verenigde Staten en ontwikkelt ook nog een invalidiserende getallenobsessie. Zijn vrouw Rachel scheidt van hem en verkoopt de Amerikaanse bezittingen. Bram neemt jaren later wraak op zijn toenmalige aannemer, die hij via Internet ontmaskerde als pedofiel en vervolgens koelbloedig liquideert.
Hij keert zelf terug naar het bedreigde Tel Aviv. Hij ziet in die jaren zijn sterke vader langzaam afglijden naar een staat van dementie. Hij ziet evenzo Israël langzaam afkalven. Een aanslag met een vuile bom betekende dat Eilat moet worden opgegeven. De Palestijnen in Israël willen niets meer met de Joodse staat te maken hebben en Haifa en Galilea sluiten zich aan bij Palestina. In het zuiden volgen de steden Asjdod, Asjkelon en Jeruzalem. Dan blijven er toch nog puur Palestijnse steden over binnen de staatsgrenzen, zoals Jaffa, dat door muren en controleposten wordt gescheiden van het joodse deel van het land. Het antwoord van de autoriteiten zijn dan grensposten met DNA-identificatie, waar wordt getest op het Joodse Y-chromosoom.
Als Bram na een aanslag wordt ingezet, redt hij een zwaargewonde man, Chaim Protzke, het leven. Later hoort hij van hem in het ziekenhuis dat er een zelfmoordterrorist door de DNA-controle was geglipt. Langzaam wordt het voor Bram en zijn bijrijder Max en ook de binnenlandse veiligheidsdienst Sjabak duidelijk hoe het gegaan is. Officieel was er een raket afgevuurd, maar Bram en Ikki achterhalen op internet dat er een joodse zelfmoordterrorist is ingezet. Deze Daniel Levy is in werkelijkheid Japie de Vries uit Amsterdam. Het team van zijn vader, die in Amsterdam in 1983 een Nobelprijs had gewonnen, bestond uit meerdere personen. Van twee onderzoekers, Brams vader Hartog, en Saul Frenkel zijn in 2008 een kleinkind gestolen. Jitzchak Balin, inmiddels hoofd van de veiligheidsdienst, verdenkt een Russische medewerker uit die tijd, Dossay Israilov van de kidnapping. In 2000 blies de Mossad zijn laboratorium in Afghanistan op, waarbij zijn 2 kinderen omkwamen. In 2008 zou hij 2 kleinkinderen ontvoerd hebben van zijn Amsterdamse onderzoekspartners. Ben Mannheim en Japie de Vries. Als model zouden de middeleeuwse Janitsaren staan. Bram gaat in een laatste wanhoopspoging naar Kazachstan, dat 4 jaar eerder door een aardbeving vrijwel volledig verwoest is.
Kazachstan is na de alles verwoestende aardbeving opgedeeld in het Russische noorden en het streng islamitische zuiden, het kalifaat van Alma-Ata. In die stad achterhaalt hij als islamitische vrijwilliger de nieuwe naam van zijn zoon Ben: "Thaqib". Via Kazachstan keert Bram terug naar de stad van zijn jeugd, Amsterdam, waar hij zijn zoon terugvindt in een Turkse supermarkt. Thaqib is net tijdelijk toegelaten als asielzoeker uit Kazachstan. In Amsterdam blijkt Max, zijn bijrijder uit Tel Aviv, het hoofd van de Mossad-operatie. Door tussenkomst van Bram kan de Israëlische geheime dienst zijn zoon in Amsterdam oppakken en via Duitsland afvoeren naar Tel Aviv. Een tweede aanslag met het joodse Y-chromosoom wordt zo voorkomen. Bram verheugt zich op zijn nieuwe leven in Moskou met zijn nieuwe vrouw Eva, die een Russische grootmoeder heeft en op het punt staat te bevallen.
In het boek voert Bram vaak discussies met Jitzchak Balin over Israël. Jitzchak denkt dat de joodse staat een vergissing was. Het recht op terugkeer is een lastige opgave gebleken. De plaats van vestiging is immers de moeilijkste plaats ter wereld, omringd door de meest fanatieke Arabieren. De Joden kwamen er de afgelopen decennia achter dat het leven buiten Israël veel beter was. Het land liep leeg, er werden steeds minder kinderen geboren en de bevolking werd steeds ouder. Het land werd een ommuurd getto waar alleen de elite uit kon ontsnappen. De atoomonderzeeërs en de muur bieden als laatste nog bescherming. De politicus die bekendstond als een duif, geeft zijn land nog 50 jaar.

## Omslagillustratie
De omslagillustratie van Remko Kalkman is geïnspireerd op (en vrijwel identiek aan) Night Windows van Edward Hopper uit 1927. Dit tot frustratie van Joost Zwagerman, die in een interview uit 2008 verklaarde dat het veel geld en moeite had gekost om hetzelfde schilderij van Hopper op het omslag van zijn eigen roman Vals licht te mogen gebruiken.